# Mezivrší
Mezivrší je sedlo (923 m) i nedaleký vrch (948 m) v Orlických horách. Obojí se nachází v prostoru hlavního hřebenu Orlických hor mezi Komářím vrchem (999,8 m) a Anenským vrchem (997 m), asi 10,5 km jihovýchodně od nejvyššího vrcholu hor Velké Deštné. Sedlem prochází veřejná silnice III/3111 z Říček do Orlického Záhoří, na které je zřízeno parkoviště. Silnice není v zimě udržována, a proto bývá v tomto období pravidelně nesjízdná. Mezivrší je důležitým rozcestím. Silnici zde křižuje hřebenová červeně značená Jiráskova cesta ze Šerlichu na Zemskou bránu. Obdobným směrem jako silnice prochází sedlem i zeleně značená turistická trasa 4231 ze Říček do Černé Vody, výchozí je zde žlutě značená trasa 7297 do Neratova.

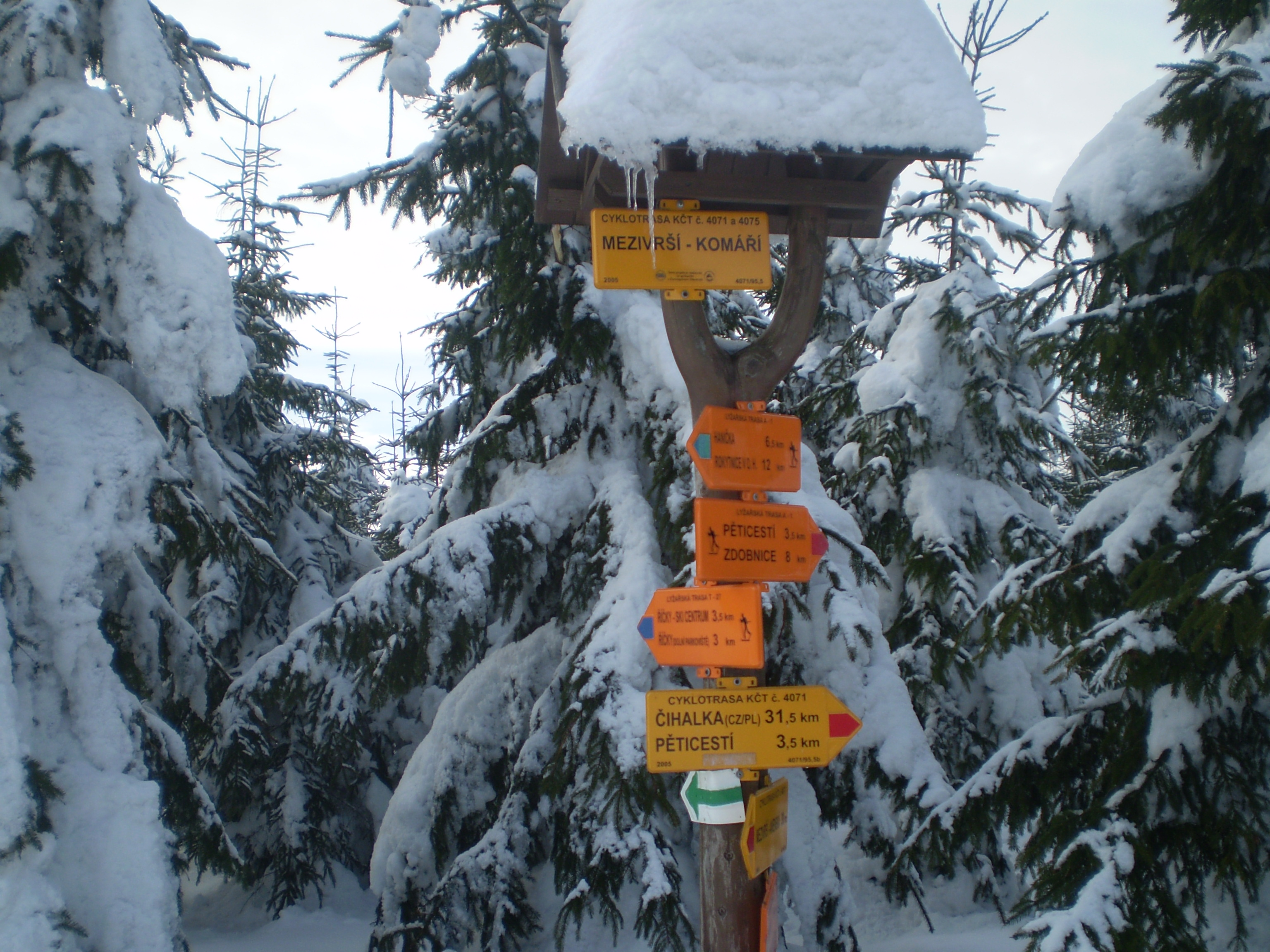
Turistický rozcestník v sedle Mezivrší

V druhé polovině třicátých let byla prostorem Mezivrší souběžně s hřebenem Orlických hor v rámci opevnění budovaného proti nacistickému Německu vystavěna linie těžkého a lehkého opevnění, jejíž objekty se zde dodnes dochovaly (především pěchotní srub R-S 89). Jiné významnější stavby se zde nenacházejí.

## Podobné názvy
- Meziboří
- Mezivodí
- Mezihoří
- Meziříčí